# 1-ша Синявінська операція
Перша Синявінська операція — наступальна операція радянських військ Ленінградського фронту (генерал армії Жуков Г. К.) та 54-ї окремої армії (командувач маршал Радянського Союзу Кулик Г. І.) проти військ німецької 16-ї армії групи армій «Північ», що проводилася з метою прориву блокади Ленінграда та відновлення сухопутного сполучення обложеного міста з Великою землею.

## Історія

### Передумови
31 серпня 1941 року 20-та моторизована дивізія XXXIX-го моторизованого корпусу Вермахту після тривалих боїв проти військ радянської 55-ї армії остаточно захопила Мгу і тим самим перерізала останню магістраль, котра зв'язувала Ленінград з рештою країни — Кіровську залізницю. 7 вересня 20-та моторизована дивізія за підтримки частини сил 12-ї танкової дивізії захопила Синявино, а 8 вересня — Шліссельбург. Цей день вважається днем початку блокади Ленінграда.
На фоні підготовки німецького командування до стратегічної операції «Тайфун», групі армій «Північ» було наказано не пізніше 15 вересня передати моторизовані з'єднання і значну частину авіації групі армій «Центр». Решта військ фельдмаршала фон Лееба мусила з'єднатися з фінами, повністю блокувати місто і закріпитися на захоплених рубежах.
2 вересня 1941 року Ставкою ВГК було прийнято рішення про термінове формування 54-ї окремої армії під командуванням маршала Кулика Г. І. зі смугою оборони на 35-кілометровій ділянці фронту від узбережжя Ладозького озера до району на північ Кірішей. Похапки сформована армія мала у своєму складі тільки 5 838 солдатів і офіцерів, 7 гармат і 17 мінометів. Левова доля її формувань мали великий некомплект особового складу, озброєння і військової техніки. Однак, Ставка ВГК наказала маршалу Кулику Г. І. наявними силами зупинити подальший наступ противника і відновити контроль над Кіровською залізницею. Армії наказувалося 6 вересня почати наступ вздовж залізниці Волховстрой — Мга; а також на Туришкіно, Погостье та Сальци.
Через те, що не всі з'єднання армії вчасно прибули в місця зосередження, розгортання армії в намічені терміни завершити не вдалося і наступ почався із запізненням. До цього моменту, німецькі війська захопили Шліссельбург, що стало повною несподіванкою для командувача армією маршала Кулика Г. І.
При розробці плану наступу 54-ї армії, що безпосередньо підпорядковувалася Ставці ВГК, її дії не були скоординовані з діями Ленінградського фронту. Тільки 14 вересня начальник генерального штабу маршал Шапошников Б. М. попросив щойно призначеного командувачем Ленінградським фронтом Жукова Г. К. виділити війська для наступу назустріч армії Кулика Г. І.. Оскільки практично всі з'єднання фронту були задіяні на інших ділянках, генерал армії Жуков Г. К. не мав значних сил для вирішення цього завдання й практично не сприяв наступу сусідів.

### Наступ
9-10 вересня з'єднання 54-ї армії перейшли в наступ. За кілька днів запеклих боїв з'єднання армії спромоглися просунутися вперед тільки на 2-3 кілометри. Однак прорватися до Мгі та Синявино дивізіям 54-ї армії не вдалося. Противник силами частин 20-ї моторизованої (в районі Синявина), 12-ї танкової (в районі Мгі), 21-ї піхотної (південніше Мгі) дивізій зумів за короткий термін організувати міцну оборону й зупинити наступальний порив Червоної армії.
Натомість 11 вересня ударна група 12-ї танкової дивізії спільно з частиною сил 21-ї піхотної дивізії завдала потужного контрудару з району Туришкіно — Муя по лівому флангу 54-ї армії і фактично розсік фронт армії. Радянські війська, зазнавши значних втрат, були змушені відступити. В умовах, що склалися, маршал Кулик Г. І. ухвалив рішення послабити наступ в напрямок Мгі та негайно завдати контрудар по силах противника, що вклинилися, й відновити положення.
12 вересня частини 54-ї армії перейшли в контрнаступ. В результаті запеклого бою частини 12-ї танкової дивізії зазнали великих втрат і були змушені спішно відступити до Воронова. Однак, через відсутність резервів розвинути наступ і відбити цей населений пункт Червоній армії не вдалося. Німецьке командування занепокоєне ситуацією, що склалася, перекинула до району Синявино частини 8-ї танкової та 96-ї піхотної дивізій.
13-15 вересня у запеклих боях частини 128-ї стрілецької дивізії відбили контратаки 20-ї моторизованої дивізії противника й утримали свої позиції, але просунутися вперед не змогли.
Вранці 17 вересня, на виконання наказу Ставки ВГК, командарм відновив наступ головними силами в напрямку Мгі, залишивши заслони на флангах. Однак до 20 вересня помітних результатів знову досягти не вдалося. Противник, змінивши свої 20-ту моторизовану і 21-шу піхотну дивізії, що мали значні втрати, на свіжі 126-ту і 122-гу піхотні дивізії і окрему бригаду, міцно займав оборону й постійно контратакував. Крім того, в цей час фінські війська вийшли до річки Свір, що створило реальну загрозу тилам армії.
21 вересня, скориставшись паузою в наступальних діях радянських військ, німецькі війська знову перейшли в наступ вздовж залізниці Мга — Волховстрой у напрямку Путилова. Основний удар завдавала нещодавно прибула в район бойових дій 8-ма танкова дивізія, яка за кілька днів боїв зуміла відтіснити 310-ту стрілецьку дивізію за річку Чорна і захопити Гайтолово. Однак подальше просування Вермахту було зупинено.
24 вересня Ставка ВГК знову зажадала від командувача 54-ю армією зайняти Синявино і з'єднатися з частинами Ленінградського фронту і безпосередньо поклало на Кулика Г. І. особисту відповідальність за успіх операції. Одночасно Жукову Г. К. було запропоновано включити армію до складу фронту і зняти з посади Кулика Г. І., оскільки він «не справляється з виконанням поставленого перед ним завдання і не виконує наказів про рішучий наступ».
24 вересня, коли в район бойових дій прибули 3-тя та 4-та гвардійські стрілецькі дивізії, а також 16-та танкова бригада, 54-та армія знову активізувала свої дії. Проте, подальшого розвитку наступ не здобув.
26 вересня, попри деякі успіхи, директивою Ставки ВГК 54-та армія була включена до складу Ленінградського фронту. Маршал Кулик Г. І. був відсторонений від посади, а новим командувачем був призначений генерал-лейтенант Хозін М. С. На чолі з новим командувачем частини 54-ї армії продовжили активні бойові дії, які тривали до початку жовтня без істотних успіхів.
Тим часом, бойові дії з боку Ленінградського фронту генерала армії Жукова Г. К. розпочалися лише 20 вересня. У ніч на 20 вересня передовий батальйон Червоної армії на рибальських човнах і саморобних плотах з району Невської Дубровки зумів скритно переправитися на лівий берег Неви і раптовою атакою вибити німців із займаних позицій. За добу запеклих боїв батальйон зумів вибити противника з Московської Дубровки і захопити плацдарм шириною понад два кілометри і в глибину до півтора кілометрів. Вранці 21 вересня на лівий берег була переправлені додаткові сили, які з ходу вступили в бій і зуміли декілька розширити плацдарм.
Запеклі бої за клаптик землі на лівому березі Неви, який увійшов в історію як «Невський п'ятачок», тривали до кінця вересня. Максимально підрозділам Ленінградського фронту вдалося розширити плацдарм до 4 кілометрів по фронту, але подальше просування було зупинено німецькими частинами 20-ї моторизованої дивізії, 126-ї і 96-ї піхотних дивізій.
Усвідомлюючи загрозу плацдарму, що утворився на правому березі Неви, німецьке командування відразу ж вжило активних спроб ліквідувати плацдарм. Ударне угруповання німецьких військ за підтримки танків та авіації розпочали штурм Невського п'ятачка. Позбавлені підтримки танків, належного авіаційного прикриття і налагодженої взаємодії з артилерією, радянські частини зазнавали великих втрат. Незабаром плацдарм зменшився в розмірах — до 2 кілометрів по фронту і до 500—700 метрів у глибину. Але повністю ліквідувати плацдарм німецьким військам все ж таки не вдалося.
Виникнення «Невського п'ятачка» стало єдиним успіхом військ Ленінградського фронту в ході операції з форсування Неви у вересні 1941 року. Решта спроби захопити плацдарми на лівому березі закінчилися невдало.
Спроби 1-ї дивізії НКВС і Ладозької військової флотилії, яким Жуков Г. К. 16 вересня поставив завдання заволодіти містом Шліссельбургом з подальшим просуванням у південно-східному напрямку на з'єднання з частинами 54-ї армії («шліссельбурзькі десанти»), не увінчалися успіхом.
Ладозька військова флотилія, намагаючись сприяти сухопутних військах у захопленні Шліссельбурга, в період з 19 вересня по 2 жовтня 1941 року провела п'ять десантних операцій. Жодна з операцій не досягла поставлених цілей внаслідок того, що проводилися поспішно і без урахування вкрай несприятливих погодних умов. Десантні кораблі не могли підійти до берега через штормову погоду і бійцям штурмових груп доводилося йти по воді близько 3-х кілометрів, витрачаючи на це 2-2,5 години.
Жуков Г. К. був украй роздратований невдачами своїх військ і, зокрема, загибеллю 10-ї стрілецької бригади. Генерал Пшенніков П. С. був знятий з посади, новим командувачем «Невської оперативної групи» став генерал Коньков В. Ф.

### Підсумки
Перша Синявінська наступальна операція закінчилася без істотних результатів і перша спроба прорвати наземну блокаду Ленінграда була марною. За два тижні запеклих боїв частини 54-ї армії просунулися на синявінському напрямку вперед на 6-10 кілометрів. Військам Ленінградського фронту також не вдалося здобути перемоги, єдиним успіхом стало виникнення «Невського п'ятачка», з якого до кінця 1941 року радянські війська неодноразово робили спроби почати наступ.
Через активні дії на цьому напрямку вище німецьке командування було змушене затримати на деякий час перекидання XXXXI-го моторизованого корпусу в розпорядження групи армій «Центр». Крім того, в район на південь від Ладозького озера були в терміновому порядку перекинуті додаткові сили: 7-ма повітряна, 250-та «іспанська», 227-ма і 212-та піхотні дивізії Вермахту.